# RedOne
Надір Хаят (швед. Nadir Khayat), більш відомий під псевдонімом RedOne — марокканський і шведський музичний продюсер, дворазовий володар премії «Греммі». У 2010 році заснував власний лейбл 2101 Records.

## Біографія
Надір народився у місті Тетуан . У 19 років переїхав до Швеції, бо ця країна асоціювалась у нього з добрими музикантами. На його становлення вплинули такі шведські групи як ABBA, Roxette та Europe. Спочатку Надір хотів грати на гітарі та співати у рок-гурті. 1995 року він почав займатися написанням пісень для інших артистів. Його друг, продюсер Рамі Якуб, спонукав Хаята змінити заняття, а також навчив його продюсуванню, саунд-програмінгу та роботі зі звуковою апаратурою.
В 2005 Надір написав пісню Step Up для шведського поп-співака курдського походження Даріна Заньяра, яка стала хітом у національному чарті, принесла виконавцю шведську «Греммі» і взяла в приз у номінації «Скандинавська пісня року». Наступним кроком у кар'єрі RedOne стала композиція Bamboo, яка стала одним із гімнів Чемпіонату світу з футболу у 2006 році . Пізніше продюсер об'єднав трек хітом Шакіри Hips Don't Lie . В результаті співачка спільно з репером Вайклефом Жаном виконала ремікс перед фінальною грою на телевізійну аудиторію 1,2 мільярда людей.
Після успіху Bamboo Надір переїхав до Нью-Йорку. Там через деякий час він привернув увагу Чарлі Уока — президента компанії Epic Records. Наступним етапом кар'єри стала робота з американською співачкою домініканського походження Кет Делуною. У 2007 році Хаят познайомився зі Стефані Джерманоттою, більш відомою як Леді Гага. Першою їхньою спільною роботою стала пісня Boys Boys Boys, яка увійшла до її дебютного альбому The Fame і стала продовженням хіту Girls Girls Girls групи Motley Crue. Дебютний сингл Леді Гагі Just Dance приніс співачці та продюсеру великий успіх. Далі, з успіхом були випущені пісні LoveGame, Poker Face, Bad Romance, Alejandro. Робота з Леді Гагою принесла Хаятові дві премії «Греммі». У 2010 році Poker Face удостоїлася звання «Найкращого танцювального запису», а в 2011 році міні-альбом The Fame Monster став найкращою поп-пластинкою. RedOne також працював з Енріке Іглесіасом, Марком Ентоні та Дженніфер Лопес .
У 2010 році Хаят записав дві пісні для Мілен Фармер, а в 2011 році співпрацював з Олексієм Воробйовим. RedOne написав для нього пісню Get You, з якою Воробйов виступив на конкурсі «Євробачення-2011».
У 2016 році RedOne почав самостійно виконувати свої пісні. Спільно з іншими музикантами він випустив чотири сингли.
У 2018 році RedOne написав та виконав разом з Adelina та Now United пісню One World для ЧС з футболу 2018 у Росії .